# Jüdische Reformgemeinde zu Berlin
Die Jüdische Reformgemeinde zu Berlin war eine Gliederung innerhalb der Jüdischen Gemeinde Berlin mit eigenständiger Struktur und erneuertem Kultus. Sie war das Ergebnis der Gelehrtendebatten der 1830er und 1840er Jahre und existierte von 1845 bis 1939. Aus ihr gingen wichtige Impulse des Reformjudentums hervor.

## Geschichte
Die Genossenschaft für Reform im Judenthume konstituierte sich am 8. Mai 1845 und zählte zu diesem Zeitpunkt 248 Berliner und 69 auswärtige eigenständige Mitglieder. Die feierliche Gründung fand im „Englischen Haus“ in der Mohrenstraße 49 statt, Redner waren der Verleger Carl Heymann, der Sekretär der „Gesellschaft der Freunde“, Ludwig Lesser, sowie Sigismund Stern.
Vorausgegangen waren bereits Reformbestrebungen um Moses Mendelssohn und Salomon Friedländer und um den Verein für Cultur und Wissenschaft der Juden. Es ging darum, einen Weg zu finden zwischen mosaisch-talmudischer und biblisch-wissenschaftlicher Herangehensweise.

„Je mehr dieser Widerspruch zwischen der in Folge fortgeschrittener Bildung sich mehr und mehr geltend machenden höheren Auffassung des Judentums und dessen in historischer Herkömmlichkeit verharrenden Erscheinung, von den deutschen Juden und deren wissenschaftlichen Vertretern unter den Rabbinern und in den Gemeinden lebhaft gefühlt wurde, hat sich das Bedürfnis nach einer gründlichen Reform des Judentums, d. h. nach einer bestimmten und klaren Ansicht: welche Forderungen das Judentum nach den von seinem Uranfange an und während seines ganzen geschichtlichen Verlaufs bis zur gegenwärtigen Gestaltung es geistig belebenden und regenerierenden Ideen an seine Bekenner in der Gegenwart richte? immer dringender und unabweislicher herausgestellt.“

Ziel der Genossenschaft war, einen eigenständigen Weg der Religionsausübung zu gehen, der sich vom traditionellen Ritus unterschied. „Nicht die negativen Elemente, die Entfesselung von den veralteten Formen, durch welche sie sich von dem alten orthodoxen Judenthume unterscheidet, sondern die positiven Bestandteile des Judenthums, durch welche sie mit ihm eng verbunden ist, aber befreit von den Schranken, welche den Durchbruch seines Geistes bei den Menschen der Gegenwart hemmen und hindern, sind Wesen und Kern, Basis und Mittelpunkt der Reform.“
Zum Neujahrsfest desselben Jahres wurde im „Englischen Haus“ der erste große Festgottesdienst mit vorwiegend deutscher Liturgie und deutscher Predigt abgehalten. Den geänderten Ritus hatte die Genossenschaft später durch die Behörde genehmigen lassen, die Hauptgemeinde hatte daher keine Eingriffsmöglichkeiten.
Die Mitglieder der Genossenschaft gehörten weiterhin der Jüdischen Hauptgemeinde an, entrichteten also einen doppelten Beitrag: den für die Gemeinde sowie den für die Genossenschaft. Die vollkommene Unabhängigkeit von der Hauptgemeinde war nicht zu erreichen, der Antrag auf einen eigenen Körperschaftsstatus wurde 1850 durch die preußische Regierung abgelehnt. Es folgten anhaltende Konflikte und Auseinandersetzungen mit der Hauptgemeinde. Dem langjährigen Rabbiner Wilhelm Klemperer, Vater von Victor Klemperer, wurde durch die Große jüdische Gemeinde sogar die Bestattung in der Ehrenreihe auf dem im Eigentum der Gemeinde befindlichen Friedhof Weißensee verweigert.
Bis zur Einweihung der ersten provisorischen Synagoge am 2. April 1846 auf dem Grundstück der Familie Gropius in der Georgen- Ecke Stallstraße fanden die Gottesdienste in gemieteten Sälen statt.
„Am 10. April 1847 folgte die Eröffnung der Religionsschule. Am 30. März 1850 konstituierte sich die Genossenschaft zu einer ‚jüdischen Reformgemeinde‘ und nach weiteren vier Jahren sah sie in der Johannisstraße 16 ein eigenes Gotteshaus vollendet, dessen Einweihung am 10. September 1854 stattfand.“
Architekt des neu erbauten Tempels war Gustav Alexander Stier. „Das Gotteshaus wurde ausdrücklich als Tempel und nicht als Synagoge bezeichnet, um den anders gearteten Ritus zu veranschaulichen.“
Da ein großer Teil der Gemeindeglieder im Westen der Stadt lebte, wurden ab ca. 1924 Gottesdienste auch zunehmend in Sälen der jüdischen Logenhäuser in der Kleiststraße 10 und in der Joachimsthaler Straße 13 abgehalten.
Die Gemeinde gab ein eigenes Mitteilungsblatt heraus, das von 1918 bis 1934 unter dem Namen Mitteilungen der Jüdischen Reformgemeinde zu Berlin erschien, von 1935 bis 1938 mit dem Namenszusatz Jüdisches Gemeindeblatt.

## Prediger der Gemeinde
Erster Rabbiner und Prediger der Gemeinde wurde am 5. September 1847 Samuel Holdheim, nachdem der zuerst angefragte Abraham Geiger abgelehnt hatte. Holdheim hatte bereits als Gastrabbiner 1846 den Gottesdienst zur Eröffnung des Tempels in der Georgenstraße abgehalten. Er hatte, und das war gewünschte Voraussetzung für die Gemeinde, sowohl eine religiöse wie auch eine weltlich akademische Ausbildung. In der Prager Talmudschule wurde er ordiniert, promoviert hatte er an der Universität Leipzig.
Weitere Prediger der Reformgemeinde waren:
- Salomon Friedländer, 1847 (1 Monat)
- Gustav Gottheil, ca. 1857–1860
- Immanuel Ritter, 1860–1890
- Popper, keine Angaben
- Julius Oppenheimer,[8] 1860–1909
- Moritz Levin,[9] 1884–1914
- Wilhelm Klemperer, 1891–1910
- Julius Jelski, 1897–1934
- Joseph Lehmann,[10] 1910–1933
- Felix Coblenz, 1917–1924
- Karl Rosenthal,[11] 1925–1938
- Benno Gottschalk,[12] 1933–1939
- Max Koppel,[13] 1934–1937

## Grundsätze
In den Grundsätzen der „Gemeinde, soweit sie im veränderten Kultus und in der Beseitigung von Ceremonien zum Vorschein kommt“, beschreibt Immanuel Ritter, wie sich dieser neue Geist im Gottesdienst zeigt:
1. Statt des alten hebräischen wurde das deutsche Gebet eingeführt. […]
2. Die Bibel lesen wir außer in der Übersetzung auch im hebräischen Urtext vor. […]
3. Statt mit bedecktem treten wir mit entblößtem Haupte vor Gott. […]
4. Wir feiern unseren Ruhetag nicht mehr am Sonnabend, sondern an dem wöchentlich wiederkehrenden geschäftsfreien Tage. […]
5. Wir haben alle diejenigen Gebete der alten Liturgie beseitigt, welche den Wunsch aussprechen, daß Israel als Nation, Palästina als sein Reich, ein Sproß Davids als sein König, und mit Jerusalem, als dessen Hauptstadt auch die untergegangenen Formen des Opfers, des Tempeldienstes und der priesterlichen Handlungen wiederhergestellt werden. […]
6. Das Reich des Messias ist in unseren Gebeten das Reich der Zukunft, wie es die Propheten geschaut und zum Heil für Alle ersehnt haben. […]
7. In unserem öffentlichen und häuslichen Gottesdienste finden die biblischen Ceremonien keine Anwendung. […]
8. Das absondernde Ceremonialgesetz ist auch im Leben für uns gefallen. […][14]

Dazu gehörten auch
- die gemeinsame Einsegnung von Jungen und Mädchen an Schawuot;
- Verzicht auf Beschneidung;
- keine gesetzgeberische Stellung der Rabbiner, die den Titel „Prediger“ führten.[4]

Zur würdevollen musikalischen Gestaltung des Gottesdienstes mit Orgel und gemischtem Chor beschäftigte die Gemeinde einen Kantor. Erster Dirigent des Chores war Julius Stern, ab 1927 war Hermann Schildberger der Musikdirektor. In einer zeitgenössischen Musikzeitung wurde die Musik im Tempel als ‚interkonfessionell‘ bezeichnet. Überliefert sind rare Zeugnisse dieser Musiktradition durch Aufnahmen, die zwischen 1928 und 1930 entstanden und vor der Vernichtung gerettet werden konnten.
Besonders beachtenswert ist die Stellung der Frau in der Gemeinde. Bianca Hamburger, Mitglied im Vorstand der Jüdischen Reformgemeinde und in der Repräsentanten-Versammlung der Jüdischen Gemeinde zu Berlin, beschreibt dies folgendermaßen:

„Wer die Entwicklung der Jüdischen Reformgemeinde zu Berlin in den 80 Jahren ihres Bestehens kennt, wird ohne Verwunderung erfahren, daß diese Gemeinde auch in Bezug auf die Stellung der Frau Pionierarbeit geleistet hat. In ihrem Gotteshause waren die Frauen den Männern stets gleichgestellt: nie gab es dort vergitterte Frauenplätze und besondere Frauengalerien, und soweit es die Raumeinteilung gestattet, wie bei den Festgottesdiensten in den neueren Sälen im Westen sitzen Frauen und Männer, Gatte und Gattin, Eltern und Kinder zusammen. […] Bereits vor Jahren ist in dieser Gemeinde das gleiche Wahlrecht eingeführt worden. Ich darf wohl behaupten, daß die Frauen es sich selbst, und zwar auf friedliche Weise, errungen haben. Sie hatten sich als Mitglieder der verschiedenen Kommissionen so bewährt, daß ihre männlichen Kollegen den Wunsch hegten, im Vorstande und im Repräsentanten-Kollegium mit ihnen zusammenzuarbeiten. So begrüße ich als langjähriges Mitglied der Reformgemeinde zu Berlin es mit besonderer Freude und Genugtuung, daß den Frauen ständig mehr und mehr die Möglichkeit gegeben wird, ihrer Glaubensgemeinschaft in treuer Pflichterfüllung zu dienen.“

## Persönlichkeiten
„Die Mitglieder der jüdischen Reformgemeinde waren sozial der Mittel- und Oberschicht Berlins zugehörig“, 1895 lag der Frauenanteil bei 25 Prozent, was zu der Zeit außergewöhnlich war. Sie waren als eigenständige Mitglieder eingetragen, im Gegensatz zu den Ehefrauen der männlichen Mitglieder. Die Mitglieder vertraten eher humanistische Ideale. Unter ihnen fanden sich u. a. folgende Persönlichkeiten:
- Aaron Bernstein
- Moritz Galliner[18]
- Hans Gumpert
- Bianca Hamburger[19]
- Hans Lachmann-Mosse
- Magdalena Marcuse-Grünberg
- Georg Minden
- Lina Morgenstern
- Rudolf Mosse[4]
- Alfred Peyser
- James Simon[4]

Rekonstruierte Mitgliederverzeichnisse von 1859, 1898 und 1918–1933 finden sich bei Ladwig-Winters (siehe: Literatur).

## 1934–1939
Im Jahr 1934 wurde als Unterorganisation ein Bildungsverein gegründet, der 1935 in einem umgebauten Gartenhaus in der Joachimsthaler Straße 13 die Joseph-Lehmann-Schule eröffnete, eine Volksschule bis zur 4. Klasse. Die Lehrer waren fast ausnahmslos nach dem Gesetz zur Wiederherstellung des Berufsbeamtentums aus dem staatlichen Schuldienst 1933 entlassene Pädagogen. Direktor der Schule wurde der Reformpädagoge Fritz Wachsner.
1936 wurde als höhere Schule mit dem Lehrplan des Reform-Realgymnasiums die Jüdische Privatschule des Bildungsvereins, später Holdheim-Schule, ab 1937 in der Nürnberger Straße 66 eröffnet.
Vermutlich weil der Tempel in der Johannisstraße eng in die Bebauung integriert war, wurde er während der Novemberpogrome 1938 nicht durch Brand zerstört. Der Innenraum wurde jedoch schwer verwüstet.
Am 24. Oktober 1939 war verfügt worden, dass die Gemeinde in die Reichsvereinigung der Juden in Deutschland eingegliedert wird. Einen Monat später wurde sie als eingetragener Verein gelöscht. Von da an war die Hauptgemeinde für den Gottesdienst zuständig, den sie auch nach dem ‚Dritten Ritus‘, dem Ritus der früheren Reformgemeinde, durchführte.

## 1940
Der ehemalige Tempel der Reformgemeinde in der Johannisstraße wurde renoviert und an Pessach 1940 als liberale Synagoge geweiht, nachdem die Wehrmacht die Neue Synagoge in der Oranienburger Straße konfisziert hatte.
Der Rabbiner Wolfgang Hamburger beschreibt dieses Ereignis:

„Dr. Max Nußbaum hielt die Predigt bei dieser eigentümlichen Gelegenheit. Er sagte, es handelte sich eigentlich um die Wiederweihe einer Synagoge, dann aber setzte er auf seine Weise den Schlußstrich unter das Berliner Reformjudentum. Er sprach über das Thema ‚Der Mythos der Synagoge‘ und betonte in Anwesenheit der letzten Vertreter der aufgelösten Reformgemeinde, die zur Wiedereröffnung ihres eigenen Gotteshauses offiziell eingeladen worden waren und auf Ehrenplätzen in der ersten Reihe saßen, daß in dieser feierlichen Stunde die ‚Umwandlung eines Gotteshauses in eine Synagoge‘ vollzogen werde. Denn mit der Bezeichnung ‚Gotteshaus‘ statt ‚Synagoge‘ und mit der ‚Privatisierung‘ des gesamten Gottesdienstes, dem er das ‚traditionelle, kollektive, überpersönliche Gebet‘ der jüdischen Volks- und Schicksalsgemeinde gegenüberstellte und der somit des spezifisch Jüdischen der Partnerschaft zwischen Gott und dem jüdischen Volk beraubt war, hätte die Bewegung, die das nun wiedergeweihte Haus errichtet hatte, zwei Irrtümer begangen und damit den Faden der Tradition zerrissen. So wurde noch einmal in letzter Stunde und bei allerletzter Gelegenheit der gefühlsmäßig-subjektive und daher unberechtigte Vorwurf der vergangenen 95 Jahre wiederholt und dem kleinen Rest der Reformer in ihrem eigenen Heiligtum vorgehalten: ‚Wer den Faden der Tradition zerreißt, stellt sich außerhalb des Stroms jüdischen Lebens.“